# Guides de montagne de Cauterets
Le bureau des guides de montagne de Cauterets est un organisme qui regroupe des professionnels de la montagne à Cauterets, une ville thermale des Hautes-Pyrénées, située à 932 m d'altitude, au pied du massif du Vignemale. Depuis le XIXe siècle, Cauterets a attiré curistes, touristes et ascensionnistes, suscitant la présence de nombreux porteurs et guides de montagne.

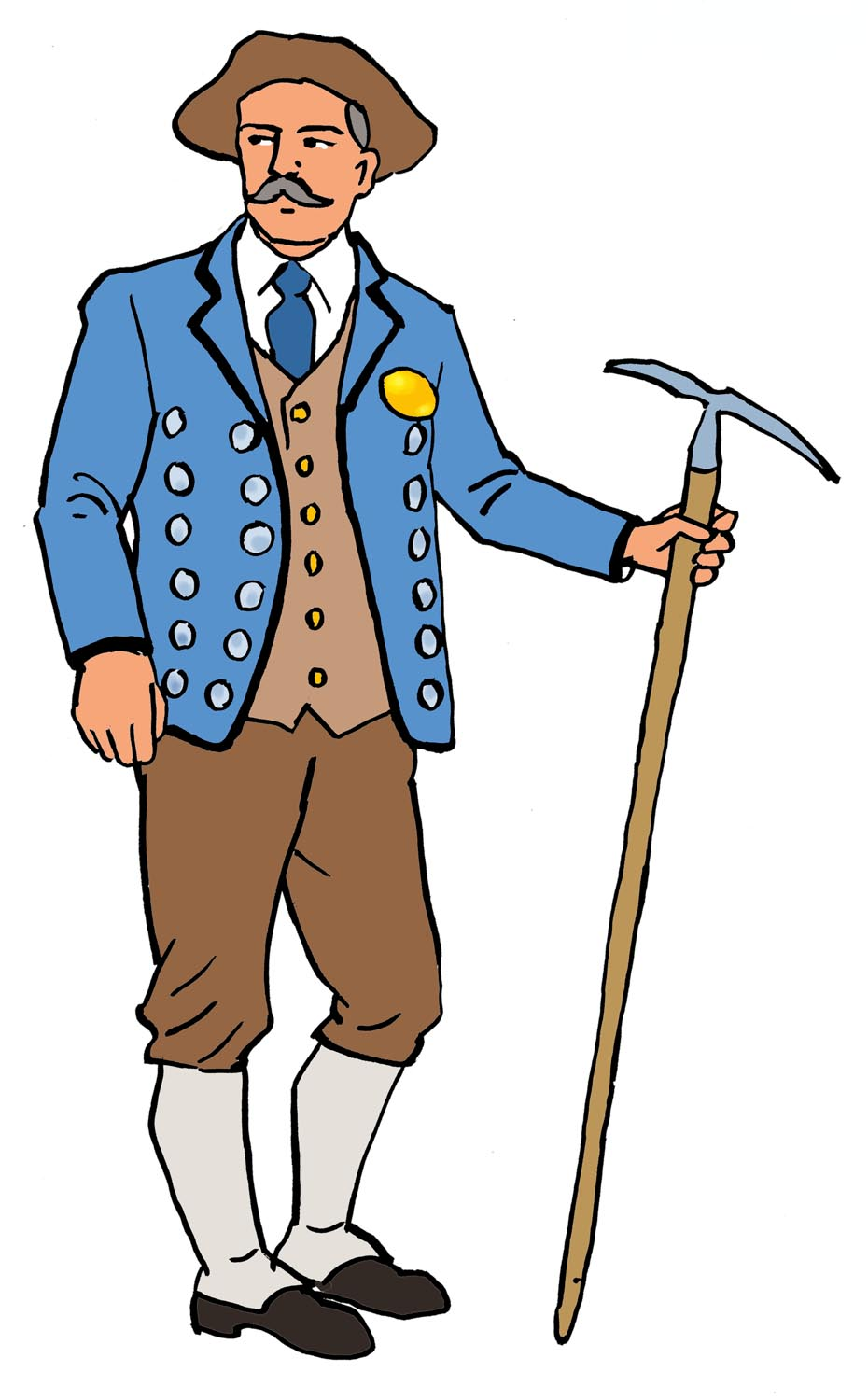
Le costume des guides de Cauterets (dessin de Jean-Claude Pertuzé)

## Histoire

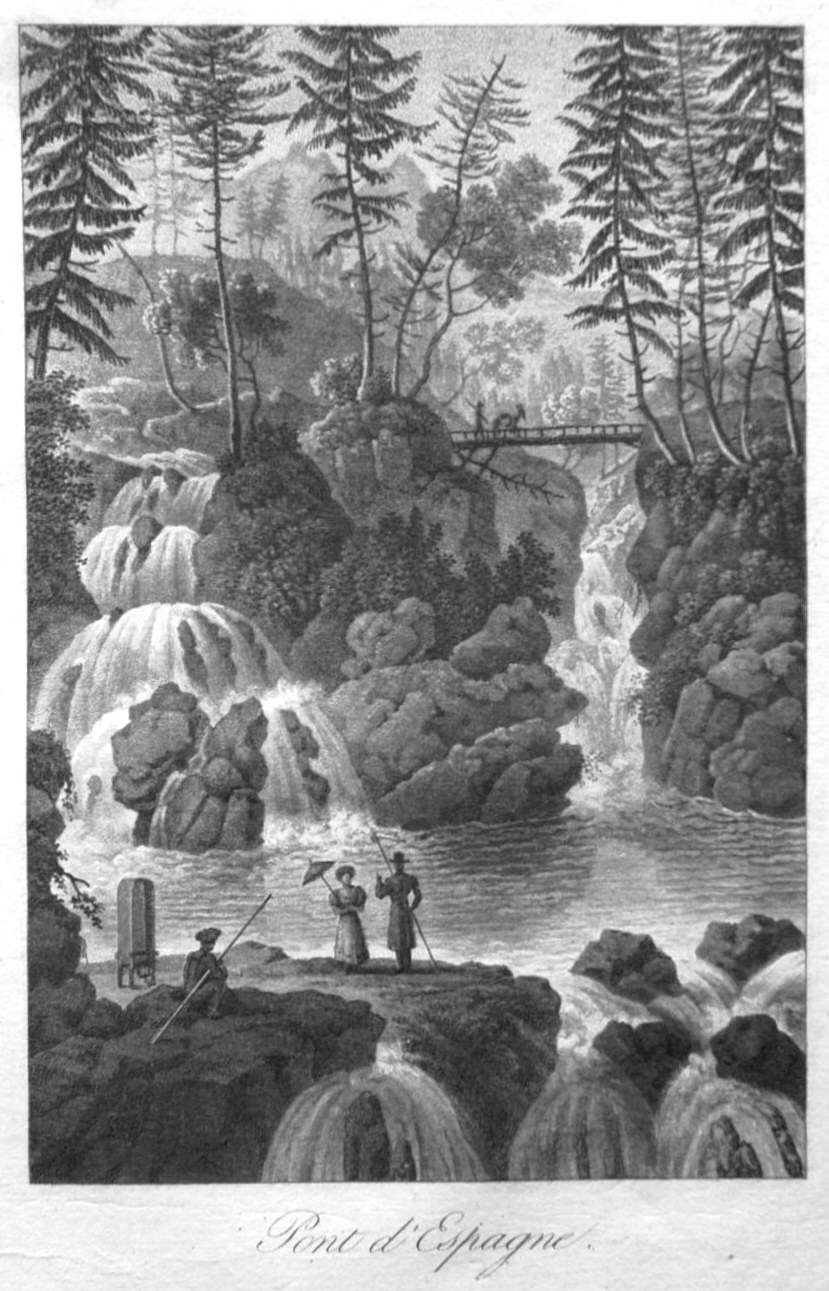
L'excursion obligée de Cauterets : le Pont d'Espagne

Comme à Bagnères-de-Luchon, autre ville thermale, les premiers guides ont été des porteurs de chaise. On pouvait alors se faire transporter, en chaise à porteurs, jusqu'au lac de Gaube, lieu traditionnel d'excursion, mais aussi jusqu'au sommet du Vignemale, qui reste encore aujourd'hui une ascension assez soutenue, avec une traversée de glacier. Les guides à pied viendront ensuite pour accompagner les touristes. En 1850, on compte une cinquantaine de guides et porteurs (pour une population d'environ 1300 habitants). En 1862, ils sont organisés en trois classes et portent une plaque. Mais ces classes sont simplement déterminées par des tranches d'âge, les plus âgés formant la première, les plus jeunes la troisième, sans préjuger de leurs qualités physiques, morales, et de leurs compétences respectives. Ils seront réorganisés en 1870 en deux classes, et il faut attendre 1895 pour qu'un arrêté municipal régisse la Société des Guides de Cauterets, avec la création d'une société de secours mutuels. Le costume est constitué d'une veste en drap d'azur de teinte plutôt foncée, d'une coupe plutôt spéciale, garnie de trois rangées de boutons blancs nacrés et d'une bordure noire.  Pour les sorties en corps, les guides porteront un pantalon en drap du pays marron et des molletières en cuir. L'arrêté ne mentionne pas de coiffure, mais le béret s'impose de lui-même.

## Le Trophée du Vignemale

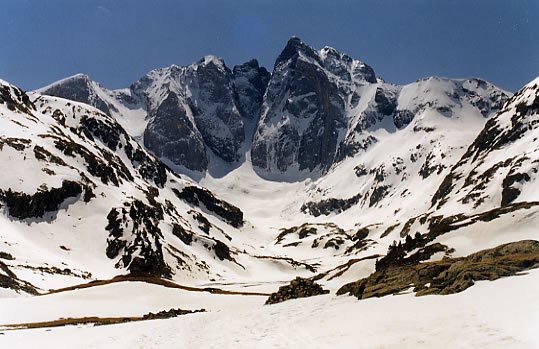
La face nord du Vignemale

Les guides cauterésiens se signalent par leur extraordinaire résistance, démontrée par le Trophée du Vignemale. Il s'agit d'une compétition créée en 1904 avec l'intention affichée de défier les guides de Gavarnie, voisins et rivaux, qui ont pris le pas dans les grands exploits du pyrénéisme, notamment grâce aux membres de la famille Passet, le fameux Célestin Passet en tête. Les concurrents partent de Cauterets, remontent la vallée de Gaube, gravissent la Hourquette d'Ossoue, redescendent la vallée d'Ossoue puis attaquent la montée du Vignemale, franchissent le glacier, atteignent le sommet de la Pique-Longue, et la descente jusqu'à Cauterets se fait par le col de Labas, Estom, la vallée du Lutour et la Fruitière, ce qui représente un total de 51 km et 2363 mètres de dénivelé. Les concurrents sont répartis en deux catégories, les guides et les bergers, ou « professionnels » d'une part, les chasseurs et les touristes, « amateurs », de l'autre. Beaucoup de concurrents vont faire la course pieds nus.  Bien que de nombreux guides soient venus d'ailleurs, ce sont les Cauterésiens qui s'imposent : Jean-Marie Bordenave, Dominique Bordenave, Baptiste Labasse sont les trois premiers. Un nouveau trophée a lieu en 1906, où seuls les guides cauterésiens s'inscrivent cette fois, et Jean-Marie Bordenave améliore son record. De nouvelles éditions ont lieu en 1987, 1988, et 1991. En 2004, devant l'évolution du glacier désormais trop crevassé, la course se fait au Petit Vignemale.

## Les grands guides de Cauterets
- Clément Latour (1818-1894) accompagna les grands noms du pyrénéisme : Charles Packe, Henry Russell, Franz Schrader,  Lourde-Rocheblave, Alphonse Lequeutre... Avec Paul Edouard Wallon, il trouve une voie nouvelle vers le Balaïtous, par la brèche que Wallon baptise brèche Latour (1873). Avec Russell il a réalisé la première de la Grande Fache (1874), les pics d'Enfer par le glacier nord avec Wallon et Lourde-Rocheblave (1876), la Peña Telera avec Wallon (1877).
- Jean Sarrettes accompagne Henri Brulle dans ses premières grandes réalisations : le Clot de la Hount, en 1879 (avec Pierre Bordenave). Il était de la première tentative de cette course avec Émilien-Sigismond Frossard (1868).
- Les Bordenave forment une grande famille qui fournit à Cauterets de nombreux guides. Il semblerait que tous ne soient pas apparentés. Jean-Marie Bordenave (1879-1940) est le grand vainqueur des Trophées du Vignemale, où son cousin Dominique a été second. Auparavant, un homonyme, Jean-Marie Bordenave, né en 1844, avait accompagné Brulle en 1880, avant que celui-ci ne se tourne vers les Passet de Gavarnie.
- Henri Labasse (né en 1857) et son frère Baptiste (né en 1865), troisième au Trophée du Vignemale en 1904.
- La famille Genthieu : Jean (né en 1836), Paul (1837), Louis (1876)
- Jean-Baptiste Vergez, dit Bourguine (1846-1913)
- Paul Batan (1854)
- Auguste Palax (1856)

## Sources
- Henri Beraldi, Cent ans aux Pyrénées, Paris, 1898-1904, sept volumes in-8°. Rééditions par « Les Amis du livre pyrénéen », Pau, 1977, puis par la « Librairie des Pyrénées et de Gascogne », Pau, 2001.
- Antonin Nicol, Les grands guides des Pyrénées, 2e édition, Oloron-Sainte-Marie, Monhélios, 2002  (ISBN 2-914709-09-9)